# 美術館圖書館前站
美術館圖書館前站（日语：／ Bijutsukantoshokanmae eki */?）是位於福島縣福島市森合字台3番5號，福島交通的飯坂線車站。

## 歷史
- 1924年（大正13年）4月13日 - 福島飯坂電氣軌道 福島站至飯坂站（現時：花水坂站）之間啟用。（舊）森合站啟用。
- 1942年（昭和17年）7月17日 - 福島站至森合站之間的走線變更。於舊線上的森合站廢止。在新線上現時位置設置了福島電氣鐵道森合站（日语：／）。
- 1991年（平成3年）4月1日 - 車站改名為美術館圖書館前站。

此站曾經鄰邊福島大學經濟學部森合校園，隨著大學遷移。遺址變成福島縣立美術館和福島縣立圖書館。

## 車站構造
此站是地面車站，設有1面2線的島式月台。在早上和黃昏設有車站職員當值。此站設有售票處（只限早上和黃昏）、乘車站證明票發行機（1台）、長椅、自動販賣機（飲品）和廁所。

### 月台
| 月台         | 路線    | 方向         |
| ------------ | ------- | ------------ |
| 東北本線一側 | ■常總線 | 飯坂温泉方向 |
| 車站大樓一側 | ■常總線 | 福島方向     |

## 利用狀況
在2010年度的乘車人次為258人。
以下為近年1日平均上落、乘車人次列表：
| 年度   | 1日平均 乘車人次 | 1日平均 上下車人次 |
| ------ | ---------------- | ------------------ |
| 2010年 | 258              |                    |
| 2011年 |                  | 322                |
| 2012年 |                  | 445                |
| 2013年 |                  | 415                |
| 2014年 |                  | 475                |
| 2015年 |                  | 447                |
| 2016年 |                  |                    |
| 2017年 |                  |                    |
| 2018年 |                  | 541                |

## 車站周邊
東邊
- 福島縣立美術館（日语：福島県立美術館）
- 福島縣立圖書館（日语：福島県立図書館）
- 福島縣立福島高等學校（日语：福島県立福島高等学校）
- 福島交通「縣立美術館入口」巴士站

西邊
- 福島縣立福島工業高等學校（日语：福島県立福島工業高等学校）
- 福島森合簡易郵局
- 福島縣道3號福島飯坂線（日语：福島県道3号福島飯坂線）
- 愛宕神社
- 正眼寺
- 森合運動公園
- 福島交通「森合」巴士站

## 相鄰車站
福島交通
飯坂線
曾根田－美術館圖書館前－岩代清水

## 注腳
1. ↑  福島市公共交通活性化基本計画PDF（日語） - 福島市，2012年，22頁
2. ↑  國土數値情報(不同車站上落客數據)2011-2015年  （页面存档备份，存于）（日語） - 國土交通省，國土數値情報(不同車站上落客數據)2018年  （页面存档备份，存于） - 國土交通省，2019年9月3日參閲

## 外部連結
- 福島交通 - 飯坂線 美術館圖書館前站 （页面存档备份，存于）（日語）